# Marco von Reeken
Marco von Reeken (* 29. Mai 1989 in Leverkusen) ist ein deutscher Immobilienmakler, der regelmäßige Auftritte in der Sendung mieten, kaufen, wohnen des Fernsehkanals VOX hatte.
Marco von Reeken hat deutsch-spanische Wurzeln und wuchs in Bergisch Gladbach auf. Schon in jungen Jahren übernahm er kleine TV-Rollen. Nach bestandener Makler-Prüfung machte als er sich mit dem eigenen Immobilienbüro MvR Immobilien in Köln selbständig.
Von 2012 bis 2016 wirkte von Reeken in seiner Rolle als Immobilienmakler in der Doku-Soap mieten, kaufen, wohnen mit, in der er Menschen vor der Kamera bei der Wohnungssuche unterstützt; bis zum  Ende der Sendung 2016 wirkte er in über 190 Folgen mit. Der Sender Vox beschreibt ihn als „Frohnatur aus Bergisch Gladbach“ mit einer „gehörigen Portion Humor“, der immer „einen flotten Spruch auf den Lippen“ habe. Von Reeken wirkte 2012 an einem „mieten, kaufen, wohnen“-Spezial von Das perfekte Promi-Dinner mit. Außerdem nahm er zusammen mit Ghanem Ghezal an der 2. Folge der 1. Staffel von Makler gegen Makler teil.